# Olympische Sommerspiele 1972/Reiten – Dressur Mannschaft
Der Mannschaftswettbewerb im Dressurreiten bei den Olympischen Spielen 1972 in München wurde am 7. September im Schlosspark Nymphenburg ausgetragen. Hierfür wurde ein provisorisches Stadion errichtet.

## Ergebnisse
| Rang | Nation                                                                | Pferde                         | Grand Prix     | Gesamt |
| ---- | --------------------------------------------------------------------- | ------------------------------ | -------------- | ------ |
| 1    | Sowjetunion Jelena Petuschkowa Iwan Kisimow Iwan Kalita               | Pepel Ikhor Tarif              | 1747 1701 1647 | 5095   |
| 2    | BR Deutschland Liselott Linsenhoff Josef Neckermann Karin Schlüter    | Piaff Venetia Liostro          | 1763 1706 1614 | 5083   |
| 3    | Schweden Ulla Håkansson Ninna Swaab Maud von Rosen                    | Ajax Casanova Lucky Boy        | 1649 1622 1578 | 4849   |
| 4    | Dänemark Aksel Malling Mikkelsen Ulla Petersen Charlotte Ingemann     | Talisman Chigwell Souliman     | 1597 1534 1475 | 4606   |
| 5    | DDR Gerhard Brockmüller Wolfgang Müller Horst Köhler                  | Marios Semafor Imanuel         | 1545 1521 1486 | 4552   |
| 6    | Kanada Christilot Hanson-Boylen Cindy Neale-Ishoy Lorraine Stubbs     | Armagnac Bonne Année Venezuela | 1615 1424 1379 | 4418   |
| 7    | Schweiz Christine Stückelberger Hermann Dür Marita Aeschbacher        | Granat Sod Charlamp            | 1528 1466 1389 | 4383   |
| 8    | Niederlande Anny van Doorne Cees Benedictus-Lieftinck John Swaab      | Pericles Turista Maharadscha   | 1480 1420 1409 | 4309   |
| 9    | Vereinigte Staaten Edith Master John Winnett Lois Stephens            | Dahlwitz Reinald Fasching      | 1480 1458 1345 | 4283   |
| 10   | Großbritannien Lorna Johnstone Jennie Loriston-Clarke Domini Lawrence | El Farruco Kadett San Fernando | 1576 1450 1242 | 4268   |